# 日印芸術研究所
NPO法人日印芸術研究所（ざいだんほうじんにちいんげいじゅつけんきゅうじょ、英語の名称 : "Indo Japan Art Institute Trust"）は、インド政府認可の特定非営利活動法人。1996年設立。

## 概要
2007年、東京都認証特定非営利活動法人・日印芸術研究所（英語の名称:India-Japan Art）として日本国内でも法人化。
- 代表：山田真巳
- 言語センター長：山田真美

## 事業
- 2001年 『ヒマラヤ仏画セミナー』を主催。
- 2006年 『チベット砂曼荼羅ライブパフォーマンス　ギュト寺院僧侶による砂曼荼羅とバター彫刻の制作展』を後援。